# Martti
Martti (suédois : Martti) ou le Quartier IV est un quartier de Turku en Finlande.

## Description
Martti est situé à deux kilomètres du centre-ville en direction de l'embouchure de la rivière Aurajoki et sur la rive orientale de celle-ci.
C'est l'un des plus petits quartiers de Turku et il s'est historiquement bâti autour de l'église de Martti.